# Armand David
Armand David (ook bekend als Pater David of Père David) (Espelette, Pyrénées-Atlantiques, 7 september 1826 – Parijs, 10 november 1900) was een Franse missiepater uit de orde van de lazaristen en gerespecteerd dier- en plantkundige.

## Biografie
Voor David toetrad in 1848 tot de missiepaters van de lazaristen had hij al een grote belangstelling voor biologie. In 1862, kort na zijn wijding tot priester, werd hij naar Beijing (China) gestuurd. Hij verzamelde daar specimens op het gebied van de zoölogie, plantkunde, paleontologie en de geologie die hij op verzoek van de Franse regering naar het Muséum national d'histoire naturelle in Parijs stuurde. De Jardin des Plantes verzocht hem ook om wetenschappelijke expedities te ondernemen door China op zoek naar nieuwe soorten planten en dieren.
Daarnaast vervulde hij getrouw zijn plichten als missiepater zoals van hem werd verwacht volgens de regels van de Congregatie der Missie. In 1874 keerde hij terug naar Frankrijk en schreef daar boeken over zijn reizen en de flora en fauna van China.

## Zijn werk

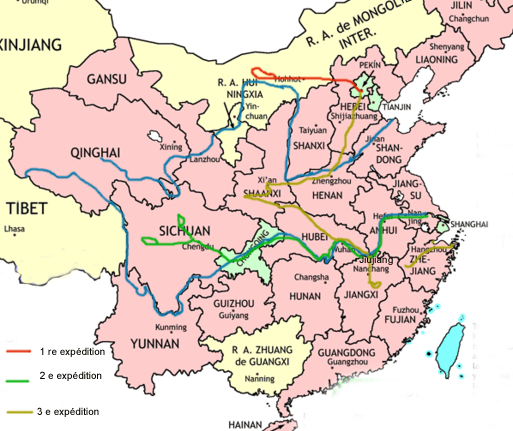
Kaartje van de reizen van Pater David door China

Hij ondernam drie grote reizen door China:
1. In 1866, een reis van zeven maanden door Binnen-Mongolië,
2. van 1868 tot 1870 een expeditie door Midden-China en Oost-Tibet (Sichuan),
3. van 1872 tot 1874 een reis door het gebergte Qinling (Shaanxi) en de provincies Hubei, Jiangxi en Fujian.

Zo ontdekte hij de vaantjesboom (Davidia involucrata) die naar hem vernoemd werd, net als het Pater-Davidshert (Elaphurus davidianus). Van deze hertensoort was alleen nog een kleine groep aanwezig in de keizerlijke tuinen. Het lukte David om in 1866 resten van drie dode dieren (een mannetje, een vrouwtje en een jong) naar Europa te zenden. Verder is David de soortauteur van de reuzenpanda (Ailuropoda melanoleuca) die hij aantrof in de regio Baoxing (Sichuan, China).
In 1888 somde hij zelf in een lezing op wat hij op het gebied van flora en fauna in China had ontdekt en of verzameld: 200 soorten wilde dieren, waarvan er 63 tot dan toe onbekend, 807 soorten vogels, waarvan 65 nog niet bekend. Verder een grote collectie amfibieën, reptielen, vissen en insecten die hij had overgedragen aan specialisten. Hij ontdekte ook een groot aantal nieuwe soorten planten, onder andere 52 nieuwe soorten rhododendrons, ongeveer 40 soorten uit de sleutelbloemfamilie en de een onverwacht groot aantal gentiaansoorten in de westelijke berggebieden van China.
Zelf beschreef hij tien nieuwe soorten vogels en drie geslachten, soms samen met Émile Oustalet, hieronder zijn de roodstaartlijstergaai (Trochalopteron milnei), Heudes diksnavelmees (Paradoxornis heudei), Pater Davids nachtegaal (Luscinia pectardens) en kleine rozebandroodmus (Carpodacus verreauxii).

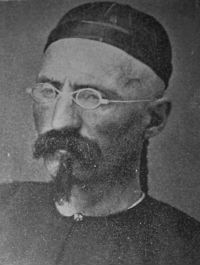
Pater David in Peking.
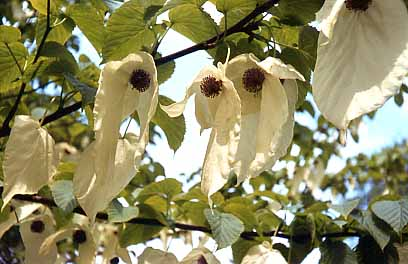
Vaantjesboom (Davidia involucrata)
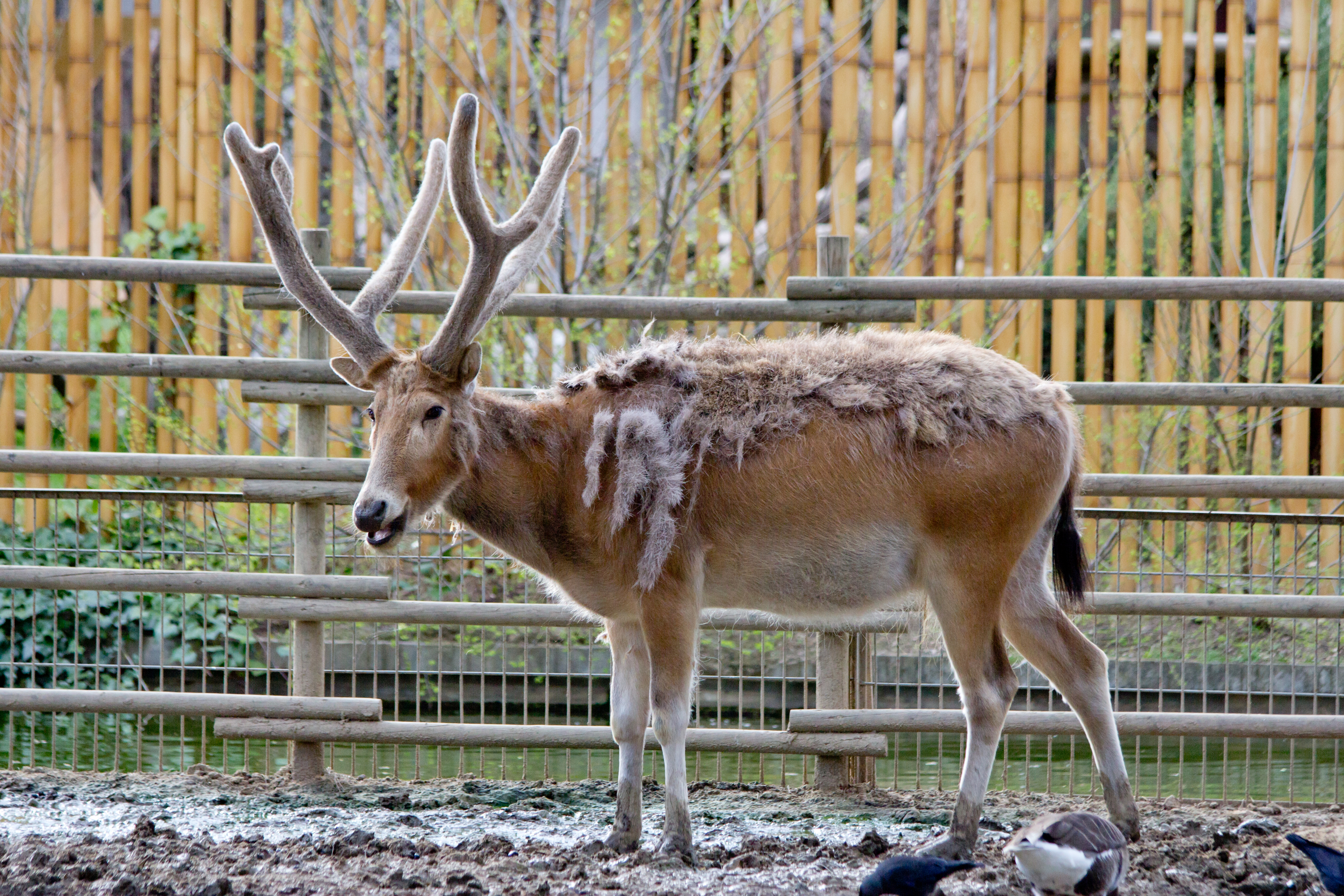
Pater-Davidshert (Elaphurus davidianus)

## Publicaties (selectie)
- 1872 Voyage de l'abbé David en Chine, lettre au secrétaire général. Bulletin de la Société géographique.
- 1874 Voyage dans la Chine occidentale. Bulletin de la Société géographique.
- 1875 Journal de mon troisième voyage d'exploration dans l'Empire chinois (Hachette, Paris, 2 delen).
- 1875 Voyage en Mongolie. Bulletin de la Société géographique.
- 1876 Second voyage d'exploration dans l'Ouest de la Chine Bulletin de la Société géographique.
- 1877 met Émile Oustalet Les Oiseaux de la Chine (G. Masson, Paris, 2 delen).
- 1888 Notice sur quelques services rendus aux sciences naturelles par les missionnaires de l'Extrême-Orient. Missions catholiques.
- 1889 La Faune chinoise. Mémoire présenté au Congrès scientifique international des catholiques tenu à Paris en 1888. Annales de philosophie chrétienne.

- Bibliothèque nationale de France: cb15360031w (data)
- Author citation (botany): David
- Gemeinsame Normdatei: 143745298
- International Standard Name Identifier: 0000 0001 1838 6851
- Library of Congress Control Number: nr91035966
- Base Léonore: LH//673/32
- Nationale Bibliotheek van Tsjechië: xx0180214
- Nationale Bibliotheek van Israël: 987007295963105171
- Nationale Bibliotheek van Polen: a0000001222140
- Nederlandse Thesaurus van Auteursnamen: 07502716X
- Système universitaire de documentation: 056994036
- Trove: 1139085
- Virtual International Authority File: 27865404
- WorldCat: E39PBJpyrYvHjPyMhtG99q4g8C